# 武林盟主
武林盟主為中國武俠小説用語，代表天下武功第一人的稱號。「武林」相對於「文林」，是江湖游俠的社會；「盟主」即領袖。盟主以個人武德和武功高下稱霸武林，備受武林人士尊崇、信服。

## 背景
武林盟主是近代武俠小説的情節特色。葉洪生先生以慕容美《風雲榜》說明武俠小說中的「盟主爭盟」形式：「在《風雲榜》之前，武俠小說即使有『武林大會』、『武林至尊』之說，似亦罕見『武林盟主』一詞」。  盟主的誕生與中國傳統政治思想關聯密切：「盟主」的概念可追溯至「大一統」歷史觀，自古帝王以完成統一大業為政治抱負。武俠小説描寫的是典型帝王式英雄故事：縱然武林紛擾不堪，但俠客終能統一江湖，天下太平而完成大業。 故「盟主」一角是民族英雄的化身，往往引人入勝。
小説中，武俠一般以個人在武林活動，頂多分門別派，各自爲政，本來就沒有結盟、統一的必要。但武俠小説的設定多在武德淪喪的社會，爭端日多，但大多武俠卻獨善其身，專心練功而不願介入是非。導致武林中仇怨紛爭加深，永無寧日。爲了維持武林安寧，武林中達成了共識，認爲推舉出盟主是解決衝突的方法。盟主是整個武林的領袖，武林中人皆得聽命。盟主以引導武林回正軌，消滅邪惡、伸張正義為己任，任重而道遠，這種精神在臥龍生《天涯俠侶》中可見一斑。 爲了使人信服，武林一般以比武和各門派推舉兩個方式決定人選。

## 當選條件
武林多恩怨情仇，而江湖不尚虛名，能者居之。故武人通過比武的方式打敗強者，最終成爲盟主。一些懷有野心的人更會不擇手段，取得號令天下武林的權力。比武以外，亦有推舉的方式。這是源於中國傳統儒家思想「有德者居之」的概念，盟主以武德著稱。武俠以武功爲用，以信義為本，個人德行比拳腳功夫更重要。所以武林盟主是典範楷模，為天下江湖人所信服。

## 選拔過程
武林會定期舉辦武林大會，各門派聚集起來比武，或者討論武林盟主的人選。例如：金庸《神雕俠侶》中的大勝關英雄大會、古龍《名劍風流》中的黃池之會、《河洛之劍》中每十年一度的泰山大會、司馬翎《黑白旗》中有雷峰塔之會 等。每屆盟主會主持下一任盟主的選拔大會，任期各有長短，勝者為王。但在選拔盟主以外，不少作品也會有比武招親的橋段。盟主會在武林大會中選拔優秀的年輕人，為自己的女兒作婿，同時培養繼承人。而過程中往往會發生混亂和衝突，故事便從此展開。

## 武林盟主的形象與權力

### 武功高強
武林盟主既然號稱天下第一人，武功自然是天下最強。一般武林盟主是在門派幫主之間選出，在外家功夫和内力修爲上都達到一定境界，才有資格競逐盟主之位。例如：金庸《射雕英雄傳》的郭靖先得全真教馬鈺傳授内功，再是從洪七公學得威力無窮的降龍十八掌，再從老頑童處學得空明拳和九陰真經，又有南帝講解九陰真經的内功精要，終於成爲冠絕天下的武林高手。 《碧血劍》中袁承志在華山拜師學藝，盡得華山派穆掌門和鐵劍木門桑道長之真傳。之後又從金蛇郎君夏雪宜習得失傳的的怪異武功，成爲江湖中的強者。 又如慕容美《風雲榜》中第一任盟主「一筆判陰陽金判」韋公正、第二任盟主「一品簫白衣儒俠」武品修，能力非常人可及。

### 俠義精神
俠義精神建立在重信用和重義輕利的英雄人格特質上。 武俠心懷武德，慷慨有義氣，是非分明。爲了伸張正義、擊退邪惡而游走江湖之間。所以武林盟主的要求自然更高，這亦是盟主得以服人的最主要條件。例如：金庸《碧血劍》袁承志 、《神雕俠侶》郭靖；又見古龍《名劍風流》的俞放鶴 ，無不正義凜然。

### 至高無上的權力
盟主有號令天下武林的權力。一開始是爲了調息紛爭而設，但權力既能平息紛爭，卻又是衝突的源頭。後來有心懷不軌之徒爲了謀得權力，刻意用邪門歪道等不正當方式取得武林盟主之位。例如：金庸《笑傲江湖》中，五嶽劍派盟主左冷禪欲以不擇手段成爲「五嶽劍派掌门」；《射雕英雄傳》的陳友諒為了登上丐幫幫主的寶座，進而一統天下而費盡心機；古龍《河洛一劍》的厲鶚以卑劣手段登上盟主之位，但最終皆失落武林盟主的寶座，注定邪不能勝正。

### 聖物
聖物是武林盟主身份的象徵，得到聖物便能號令天下，相當於傳統帝王的璽印。聖物的形式不一，例如金庸《射雕英雄傳》的是秘笈《九陰真經》；司馬翎所著《黑白旗》以黑白旗為聖物；臥龍生《翠袖玉環》則有三支劍令。聖物多少跟武功修爲相關，得到盟主的寶座，便能得到傳説中的秘籍、寶物，使個人修爲在短期内突破境界。故聖物也是武俠爭相搶奪武林盟主之位的原因之一。

## 武林盟主的象徵意義
武林盟主的意味功名利祿。把盟主放到現實社會中，相當於朝廷君皇。得到了名銜，隨之而來便有相應的榮耀和特權，最後名留青史。揚名立萬是中國自古以來一衆文人武士的終極理想，亦是普遍社會的共同價值。而武俠小説作品中常以主角成長，成爲（或消滅）武林盟主為劇情主線，正正是回應這種價值。功名權力驅使不少角色爲了成爲武林盟主而不擇手段，摒棄良心，最後卻敗於主角劍下。武俠盟主可以説是古今物質文化的縮影，啓發讀者反思倫理、品德、慾望等價值。

## 港臺作品舉隅
| 作者     | 作品           |
| 金庸     | 《神雕俠侶》   |
| 金庸     | 《碧血劍》     |
| 梁羽生   | 《瀚海雄風》   |
| 梁羽生   | 《七劍下天山》 |
| 古龍     | 《名劍風流》   |
| 古龍     | 《河洛一劍》   |
| 臥龍生   | 《天涯俠侶》   |
| 臥龍生   | 《天香飆》     |
| 司馬翎   | 《黑白劍》     |
| 伴霞樓主 | 《武林至尊》   |
| 陳青雲   | 《丑劍客》     |
| 陳青雲   | 《天涯俠客》   |
| 慕容美   | 《風雲榜》     |
| 億文     | 《爭霸武林》   |